# Internationaal Comité van de Middellandse Zeespelen
Het Internationaal Comité van de Middellandse Zeespelen (Frans: Comité international des Jeux méditerranéens) is een niet-gouvernementele organisatie die gevestigd is in de Griekse hoofdstad Athene en als doel het om de vier jaar organiseren van de Middellandse Zeespelen heeft.

## Historie
Het ICMZ werd in 1948 opgericht door Muhammed Taher Pasha, toenmalig voorzitter van het Egyptisch Olympisch Comité. Doel was de landen die een kust hebben aan de Middellandse Zee met elkaar te verenigen in een vierjaarlijkse sportcompetitie, naar analogie met de Olympische Spelen. De eerste editie van de Middellandse Zeespelen kwam er in 1951, in het Egyptische Alexandrië. Tot en met 1991 werden de Spelen gehouden in het jaar voorafgaand aan de Olympische Spelen, daarna telkens het jaar nadien.
De Middellandse Zeespelen vormen de plaats voor vreedzame competitie tussen jongeren van verschillende continenten, culturen en religies, allen met elkaar verbonden door het olympisch ideaal, wat ontsproot in het Oude Griekenland, de bakermat van de hedendaagse Westerse beschaving. Via deze Spelen wordt er een kans gegeven aan de jongeren om elkaar te leren kennen, elkaar te leren begrijpen, hun banden opnieuw aan te halen en te versterken in een sfeer van joviale rivaliteit.
De Middellandse Zeespelen worden gehouden onder auspiciën van het Internationaal Olympisch Comité en het Grieks Olympisch Comité. Athene is de zetel van het ICMZ en het secretariaat-generaal van het comité is Grieks. Dit is een eerbetoon aan het land waar de Westerse cultuur is ontsproten.

## Lidstaten
Momenteel telt het ICMZ 26 leden. Vijf daarvan komen uit Afrika, twee uit Azië en negentien uit Europa.
| - Albanië - Algerije - Andorra - Bosnië en Herzegovina - Cyprus - Egypte - Frankrijk - Griekenland - Italië | - Kosovo - Kroatië - Libanon - Libië - Malta - Marokko - Monaco - Montenegro - Noord-Macedonië | - Portugal - San Marino - Servië - Slovenië - Spanje - Syrië - Tunesië - Turkije |

De enige landen die grenzen aan de Middellandse Zee die geen lid zijn van het ICMZ zijn Israël en Palestina. Een officiële reden hiervoor is er niet. Er wordt echter geclaimd dat Israël niet mag toetreden omwille van politieke en antisemitische redenen, terwijl Palestina niet wordt toegelaten omwille van het vermijden van provocaties. De landen die wel lid zijn, ondanks niet grenzend aan de Middellandse Zee, zijn Andorra, Kosovo, Noord-Macedonië, Portugal, San Marino en Servië. Tot het uiteenvallen van het land was ook Joegoslavië lid. Daarnaast waren ook de Verenigde Arabische Republiek en Servië en Montenegro gedurende hun bestaan lid van het ICMZ. Jordanië nam in 2001 als observerend lid deel aan de Middellandse Zeespelen.
De toetreding van nieuwe lidstaten moet door de algemene vergadering worden goedgekeurd met een tweederdemeerderheid. Portugal trad in 2018 als laatste toe.

## Voorzitters
| Periode      | Voorzitter      |
| ------------ | --------------- |
| 1949 - 1979  | Gabriel Gemayel |
| 1979 - 1987  | Mohamed Mzali   |
| 1987 - 2003  | Claude Collard  |
| 2003 - 2021  | Amar Addadi     |
| 2021 - heden | Davide Tizzano  |

## Organigram
Het Internationaal Comité van de Middellandse Zeespelen bestaat uit verschillende bestuursniveaus. De voorzitter vertegenwoordigt het Comité naar de buitenwereld. In zijn dagelijkse taken wordt hij ondersteund door twee vicepresidenten, een secretaris-generaal en een penningmeester. Daarnaast zijn er ook negen verkozen leden die deel uitmaken van het uitvoerend comité van het ICMZ. De algemene vergadering is de basis van de uitvoerende macht van het Comité, waarin elke lidstaat één stem heeft.
| Functie              | Naam                  |
| -------------------- | --------------------- |
| Voorzitter           | Davide Tizzano        |
| Eerste vicepresident | Mehrez Boussayene     |
| Tweede vicepresident | Bernard Amsalem       |
| Secretaris-generaal  | Iakovos Filippousis   |
| Penningmeester       | Yiotis Ioannides      |
| Leden                | Abderrahmane Hammad   |
| Leden                | Ljiljana Ujlaki Šubić |
| Leden                | Souhail Khoury        |
| Leden                | Mohamed Gremida       |
| Leden                | Julian Pace Bonello   |
| Leden                | Abdellatif Idmahamma  |
| Leden                | Blaž Perko            |
| Leden                | Mireia Belmonte       |
| Leden                | Cayetano Cornet       |
| Leden                | Elif Özdemir          |